# Yuri Kim
Yuri Kim (nascido em 1972) é uma diplomata norte-americana nascida na Coreia do Sul que atua como embaixadora dos Estados Unidos na Albânia desde 2020. Kim é a primeira mulher coreana-americana a representar os Estados Unidos como embaixadora e a primeira embaixadora dos EUA de Guam.

## Infância e educação
Kim nasceu na Coreia do Sul em 1972. O pai de Kim é Kenneth Tae-Rang Kim, fundador da Yury Construction Co., e sua mãe é Jane Wha-Young Kim, dona de casa e líder comunitária. Em 1976, aos quatro anos, Kim e sua família imigraram para Guam. Sua mãe estava entre os 228 passageiros que morreram no voo 801 da Korean Air, que caiu em Guam em 6 de agosto de 1997. Sua família estabeleceu a Fundação Jane Wha-Young Kim em sua memória, oferecendo bolsas de estudo para estudantes do ensino médio e universitários em Guam, bem como um prêmio para professores de destaque. Kim se formou na Academia de Nossa Senhora de Guam . Ela então obteve um BA da Universidade da Pensilvânia e um M.Phil. da Universidade de Cambridge. Além do inglês, ela fala coreano, mandarim, japonês e turco.

## Carreira

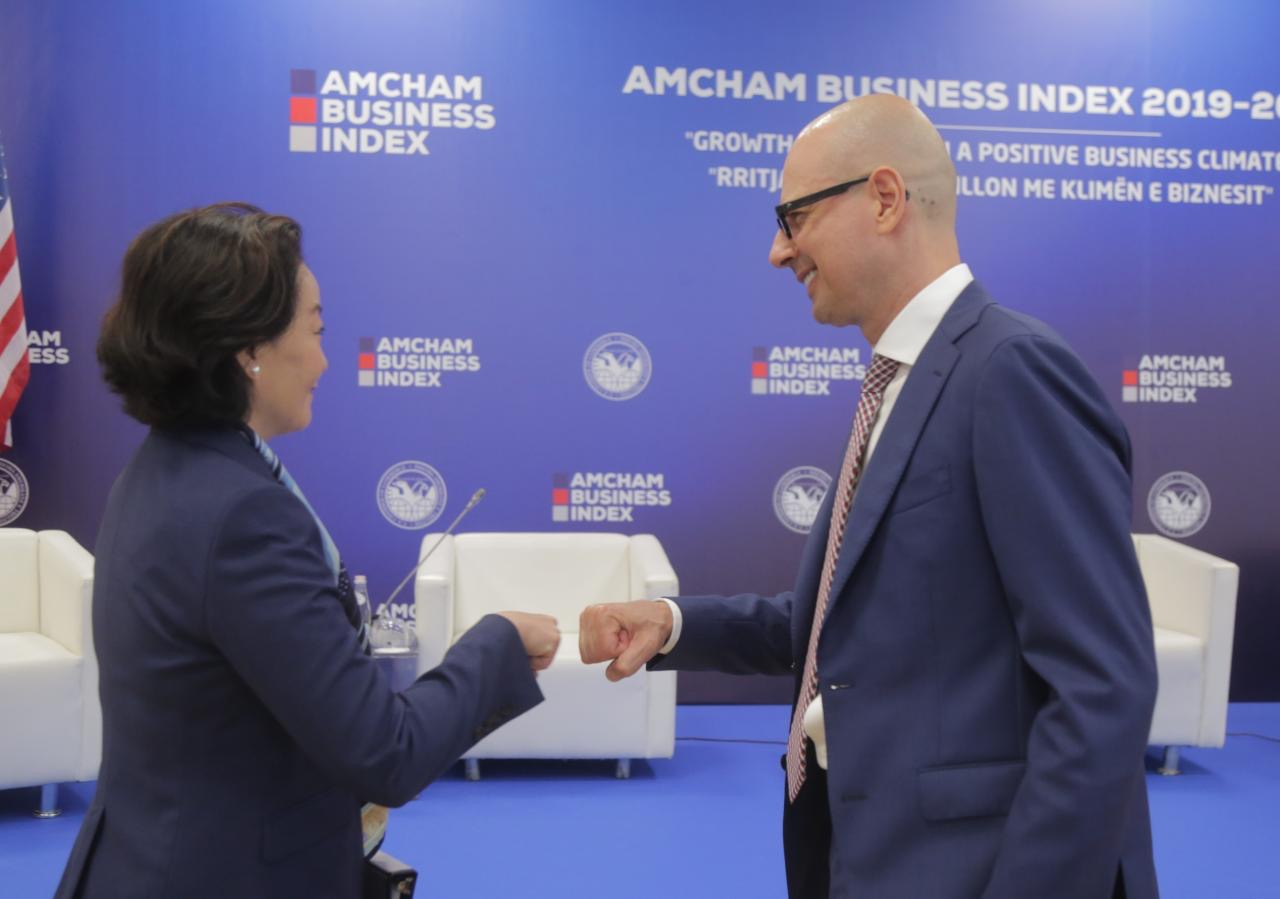
Embaixador Yuri Kim e o Presidente da Câmara Americana de Comércio, Enio Jaco

Kim é um membro de carreira do Serviço Estrangeiro Sênior. Kim atuou como Diretora do Centro de Estudos da Diplomacia do Departamento de Estado, Chefe de Gabinete do Vice-Secretário de Estado e Diretora do Escritório de Segurança Europeia e Assuntos Político-Militares. Kim atuou como Diretora do Escritório de Assuntos da Europa Meridional no Escritório de Assuntos Europeus e Eurasianos do Departamento de Estado de 2018 a 2019.
No início de sua carreira, Kim atuou como Assistente Especial do Secretário de Estado Adjunto para Assuntos do Leste Asiático e do Pacífico e foi membro da delegação americana para as Conversações a Seis focadas em encerrar o programa de armas nucleares da Coreia do Norte. Ela também foi Assistente Especial do Secretário de Estado Colin Powell.
Kim foi confirmada como embaixadora na Albânia por um voto de voz do Senado em 19 de dezembro de 2019, e apresentou suas credenciais ao presidente albanês Ilir Meta em Tirana em 27 de janeiro de 2020. Durante sua missão diplomática na Albânia, Yuri Kim está apoiando o crescimento dos investimentos americanos na Albânia.

## Vida pessoal
Kim fala coreano, chinês mandarim, japonês, turco e inglês .